# Stilobezzia fusciscutellata
Stilobezzia fusciscutellata är en tvåvingeart som beskrevs av Tokunaga och Murachi 1959. Stilobezzia fusciscutellata ingår i släktet Stilobezzia och familjen svidknott. Inga underarter finns listade i Catalogue of Life.